# Robin Butler
Frederick Edward Robin Butler, barone Butler di Brockwell (Lytham St Annes, 3 gennaio 1938), è un funzionario inglese.

## Biografia

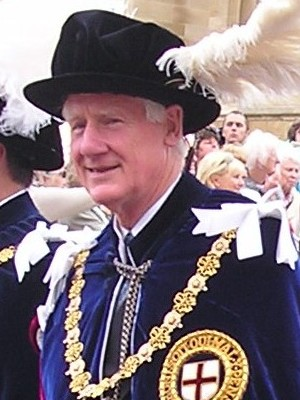
Lord Bramall nelle vesti di cavaliere compagno dell'Ordine della Giarrettiera nel giugno del 2006.

Robin Butler è nato a Lytham St Annes, nel Lancashire, il 3 gennaio del 1938.
Ha studiato alla Orley Farm School & Harrow School, dove è stato capo dei ragazzi, e poi ha insegnato per un anno alla St Dunstan's School di Burnham-on-Sea. In seguito ha studiato Literae Humaniores allo University College.
Butler ha avuto una brillante carriera nel servizio civile durata dal 1961 al 1998. È stato infatti segretario privato di cinque Primi ministri e poi segretario del Gabinetto e capo del Servizio Civile.
Nel 1961 è entrato nella HM Treasury. È quindi stato segretario privato del segretario finanziario al tesoro dal 1964 al 1966 e segretario della commissione bilancio dal 1965 al 1969.
Nel 1969 è stato distaccato presso la Bank of England e in diverse istituzioni della città di Londra. Successivamente è tornato alla HM Treasury come assistente segretario e membro della divisione generale. Ha guidato la squadra che ha installato il sistema informatico di informazione finanziaria del governo del Regno Unito tra il 1975 e il 1977. È stato membro fondatore dello Staff di revisione della politica centrale sotto lord Rothschild dal 1971 al 1972. Dopo diversi incarichi di alto livello al Tesoro, è stato secondo segretario permanente per spesa pubblica dal 1985 al 1987.
In seguito è stato segretario privato dei Primi ministri Edward Heath dal 1972 al 1974 e Harold Wilson dal 1974 al 1975 e segretario privato principale di Margaret Thatcher dal 1982 al 1985. Insieme a Thatcher è rimasto quasi ucciso nell'attacco dell'IRA del Grand Hotel di Brighton del 1984. Dal 1988 al 1998, sotto i governi di Margaret Thatcher, John Major e Tony Blair, è stato segretario del Gabinetto e capo del Servizio Civile.
Dopo essersi ritirato dal servizio civile, dal 1998 al 2008 è stato master dello University College dell'Università di Oxford.
Il 30 dicembre 1997 è stata annunciata la sua prossima creazione a barone. Il 12 febbraio 1998 è stato creato pari a vita con il titolo di barone Butler di Brockwell, di Herne Hill nel London Borough di Lambeth. Tra i suoi argomenti di interesse politico vi sono l'istruzione superiore, le questioni costituzionali e il servizio civile.
Dal 1998 al 2008 è stato direttore non esecutivo di HSBC Group. È anche presidente del Corporate Sustainability Committee e HSBC Global Education Trust. Nel 2011 è stato eletto Master of the Worshipful Company of Salters.
Nel 2004 lord Butler ha presieduto la commissione di intelligence sulle armi di distruzione di massa, ampiamente nota come la "revisione del maggiordomo". Essa ha esaminato l'uso dell'intelligence in vista della guerra in Iraq cominciata l'anno precedente. Il rapporto concludeva che alcune delle informazioni sul possesso da parte dell'Iraq delle armi di distruzione di massa erano seriamente difettose. Il rapporto inoltre concludeva che per quanto riguarda le cosiddette falsificazioni dell'uranio nigeriano, il rapporto che affermava che il governo di Saddam Hussein stava cercando l'uranio in Africa appariva "ben fondato".
Nel 2004 è stato nominato membro del Consiglio privato di sua maestà.

## Vita personale
Nel 1962 ha sposato Gillian Lois Galley. Hanno un figlio e due figlie.